# Mechthild Bach (Sängerin)
Mechthild Bach (* 1963 in Limburg an der Lahn) ist eine deutsche Opernsängerin (Sopran).

## Leben und Wirken
Mechthild Bach studierte an der Musikhochschule Frankfurt bei Elsa Cavelti. Zudem lernte sie bei Hartmut Höll, Laura Sarti und Vera Rosza.
Dirigenten, welche mit ihr regelmäßig zusammenarbeiten, sind Frieder Bernius, Marcus Creed, Uwe Gronostay, Reinhard Goebel, Konrad Junghänel, Michael Schneider und andere. Alte Musik als einer der Schwerpunkte in ihrem Schaffen drückte sich auch aus in ihrer Mitarbeit im solistischen Vokalensemble Cantus Cölln.
Auf der Opernbühne debütierte sie am Staatstheater Darmstadt. Später war sie an der Deutschen Oper am Rhein in Düsseldorf und Duisburg engagiert. Ab 1990 arbeitete sie am Theater der Stadt Heidelberg. Am Opernhaus Halle sang sie in Händels Admeto 2006 die Antigona. Am Luzerner Theater spielte sie 2007 in Giuseppe Verdis Falstaff die Alice Ford, 2008/2009 in Ernst Kreneks Kehraus um St. Stephan die Gräfin Elisabeth. 2010 wirkte sie mit bei Robert Schumanns Manfred in der Tonhalle Düsseldorf.
Mechthild Bach wirkte bei über 30 Tonträger-Einspielungen sowie zahlreichen Rundfunkaufnahmen mit. Sie ist Dozentin an der Hochschule für Musik Trossingen.

## Auszeichnungen
- 1986: Stipendium der Studienstiftung des Deutschen Volkes.
- 1993: Innsbrucker Radiopreis für Alte Musik, für Thomaskantoren vor Bach mit Cantus Cölln.
- 2002: Preis der deutschen Schallplattenkritik, für Missa Dei Patris von Zelenka mit Frieder Bernius.

## Aufnahmen (Auswahl)

### CDs
Geistliche Musik
- Johann Sebastian Bach: Messe h-moll. Cantus Cölln, Konrad Junghänel. 2 CDs. Harmonia Mundi France, 2003.[5]
- Johann Sebastian Bach: Messe h-moll. Mechthild Bach (Sopran), Daniel Taylor (Altus), Marcus Ullmann (Tenor), Raimund Nolte (Bass), Kammerchor Stuttgart, Barockorchester Stuttgart, Frieder Bernius. 2 CDs. Carus, 2008.[6]
- Rupert Ignaz Mayr: Marienvesper. Mit Werken aus Psalmodia brevis und Sacri contentus. Mechthild Bach (Sopran), Dorothée Zimmermann (Alt), Hans Jörg Mammel (Tenor), Stephan Schreckenberger (Bass); Capella Weilburgensis vocale, L’arpa festante, Doris Hagel. Triptychon, 2003.
- Rupert Ignaz Mayr: „Confitebor tibi.“ Psalmen – Motette – Concerti. Mechthild Bach (Sopran), Elisabeth Popien (Alt), Hans Jörg Mammel, Gotthold Schwarz; Capella Weilburgensis vocale, L’arpa festante, Doris Hagel. Profil, 2006.
- Thomaskantoren vor Bach. Werke von Sebastian Knüpfer, Johann Schelle und Johann Kuhnau. Mechthild Bach und Johanna Koslowsky (Sopran), Andreas Scholl (Altus), Gerd Türk und Wilfried Jochens (Tenor), Stephan Schreckenberger (Bass), Cantus Cölln, Leitung Konrad Junghänel. BMG / WDR, 1993.[7]
- Jan Dismas Zelenka: Missa Dei Patris. Mechthild Bach (Sopran), Daniel Taylor (Altus), Markus Brutscher (Tenor), Gotthold Schwarz (Bass), Kammerchor Stuttgart, Barockorchester Stuttgart, Frieder Bernius. Carus, 2001.[8]
- Jan Dismas Zelenka: Missa Omnium Sanctorum. Mechthild Bach (Sopran), Daniel Taylor (Altus), Markus Brutscher (Tenor), Gotthold Schwarz (Bass), Kammerchor Stuttgart, Barockorchester Stuttgart, Frieder Bernius (Leitung). Sony, 1998.

Weltliche Werke
- „Meine Liebe hat er mit sich genommen.“ Clara und Robert Schumann – Eine Liebe in Liedern und Worten. Lieder von Clara und Robert Schumann, Mendelssohn und Brahms. Mit Lucius Rühl, Klavier und Michael Schütz, Sprecher. Auris subtilis, 2007.[9]

### DVDs
- Georg Friedrich Händel: Admeto, Re di Tessaglia (Rolle der Antigona). Leitung Howard Arman, Inszenierung Axel Köhler, Opernhaus Halle 2006. Blu-ray Disc. Arthaus, Halle an der Saale, 2009.[10]
- Robert Schumann: Manfred. Dramatisches Gedicht opus 115. Regie: Johannes Deutsch. Mit Johann von Bülow als Manfred. Düsseldorfer Symphoniker, Leitung Andrey Boreyko. Arthaus, 2011.[11]